# 湯ノ島 (青森湾)
湯ノ島（ゆのしま）は陸奥湾の西部、青森湾の浅虫温泉の沖にある島。全島が青森市に属する。浅虫温泉の象徴とされている。

## 地形
湯ノ島は浅虫温泉（青森市）から北西約1キロメートル、最寄りの陸地からだと約800メートル西の沖合にある。島はほぼ円形をしていて、直径およそ400メートル、周長約1.5キロメートル。面積はおよそ0.06平方キロメートル。海上からは「釣鐘型」または「ピラミッド型」に見える。
島は全体としてデイサイト（石英安山岩）の岩体からなり、とくに青森湾側の西海岸は断崖となっていて柱状節理の発達が著しい。この岩場には、岩が縦に林立する「材木岩」、節理の断面が横に積み重なって見える「俵岩」のほか、「カブト岩」、「鮫岩」、「松島」、「蛯ヶ岩」などの名前がつけられて奇勝地とされる。

## 自然
島には全体としてサクラ、マツが繁り、なかには樹齢400年のケヤキもある。マツは明治30年頃に浅虫温泉の観光振興のために植樹されたものと伝わる。林床はシロバナエゾエンゴサクやカタクリの群落になっている。ほかにフクジュソウもみられる。
動物では、オオムラサキの繁殖地となっている。鳥類ではキセキレイ、イソヒヨドリ、ウトウの生息地でもある。

## 人文地誌
「湯ノ島」という名称は、島のすぐ前の海中から温泉が湧出していることからつけられたものだという。
江戸時代の史料では、貞享4年（1687年）の検地帳に「湯野島」とあり、湯ノ島は「嶮岨」なため検地の必要なしとなっている。島には間口3間（約5.4メートル）、奥行き1間半（約2.7メートル）の弁天堂があった。菅江真澄（1754年 - 1859年）の『率土が濱傅ひ（外が浜伝ひ）』（1788年・天明8年）や官撰地誌書『新撰陸奥国誌』（1876年・明治9年）にもこの弁天堂が記されており、島の別称として「弁天島」と呼ばれていることが記録されている。いまでも島には弁財天を祀る祠があり、浅虫温泉からも鳥居を望むことができる。
毎春、浅虫温泉で「湯ノ島カタクリ祭り」が開催される。近年はネイチャーガイドによるカタクリ鑑賞会などが組まれ、温泉から島への渡し船が運航されて上陸することができる。船着き場から弁天堂をへて、島の中央にある最高地点（標高132メートル）まで行くことができる。
夏季を中心に、浅虫温泉からは湯ノ島や裸島など、夏泊半島西海岸の景勝地をめぐる遊覧船も運航される。

## ギャラリー
- 浅虫温泉の温泉旅館の浴場から望む湯ノ島
- 浅虫温泉駅と湯ノ島
- 浅虫温泉街と湯ノ島を空撮
- サンセットビーチあさむしから見る湯ノ島

### 書誌情報
- 『日本歴史地名大系2　青森県の地名』,平凡社,1982
- 『角川日本地名大辞典2 青森県』,角川書店,1985
- 『青森県百科事典』,東奥日報社,1981,ISBN 4-88561-000-1
- 『日本の島ガイド SHIMADAS』財団法人日本離島センター編、1998年、2005年（第2版第3刷）、ISBN 4-931230-22-9
- 『日本島嶼一覧』財団法人日本離島センター、1976年